# Hypercompe indecisa
Hypercompe indecisa is een beervlinder uit de familie van de spinneruilen (Erebidae). De wetenschappelijke naam werd gepubliceerd in 1855 door Walker.